# Кубок Сирії з футболу 2017
Кубок Сирії з футболу 2017 — 47-й розіграш кубкового футбольного турніру у Сирії. Титул володаря кубка втретє поспіль здобула Аль-Вахда.

## Календар
| Раунд        | Дата                       | Матчі | Клуби   |
| ------------ | -------------------------- | ----- | ------- |
| Перший раунд | 28 квітня - 16 червня 2017 | 16    | 32 → 16 |
| 1/8 фіналу   | 10-12 липня 2017           | 8     | 16 → 8  |
| 1/4 фіналу   | 16 липня - 9 вересня 2017  | 4     | 8 → 4   |
| 1/2 фіналу   | 15 жовтня 2017             | 2     | 4 → 2   |
| Фінал        | 27 жовтня 2017             | 1     | 2 → 1   |

## 1/8 фіналу
| Команда 1     | Рахунок      | Команда 2    |
| ------------- | ------------ | ------------ |
| 10 липня 2017 |              |              |
| Аль-Маджд     | 0:2          | Аль-Фотува   |
| Аль-Ватба     | 2:3          | Аль-Вахда    |
| Гуттін        | 1:1 пен. 1:3 | Аль-Іттіхад  |
| 11 липня 2017 |              |              |
| Хуррія        | 1:3          | Аль-Джаїш    |
| Аль-Шорта     | 1:1 пен. 2:3 | Аль-Карама   |
| Тішрін        | 1:1 пен. 5:4 | Аль-Наваїр   |
| 12 липня 2017 |              |              |
| Джебла        | 1:0          | Аль-Талія    |
| Аль-Джазіра   | -:+          | Аль-Мухафаза |

## 1/4 фіналу
| Команда 1      | Рахунок | Команда 2   |
| -------------- | ------- | ----------- |
| 16 липня 2017  |         |             |
| Аль-Джаїш      | 1:0     | Аль-Фотува  |
| 17 липня 2017  |         |             |
| Аль-Карама     | 1:0     | Тішрін      |
| 20 липня 2017  |         |             |
| Аль-Вахда      | 3:0     | Джебла      |
| 9 вересня 2017 |         |             |
| Аль-Мухафаза   | 1:3     | Аль-Іттіхад |

## 1/2 фіналу
| Команда 1      | Рахунок | Команда 2 |
| -------------- | ------- | --------- |
| 15 жовтня 2017 |         |           |
| Аль-Карама     | 1:0     | Аль-Джаїш |
| Аль-Іттіхад    | 1:3     | Аль-Вахда |

## Фінал
| 27 жовтня 2017 17:00 (EEST) |

| Аль-Карама             | 1:2      | Аль-Вахда            |
| ---------------------- | -------- | -------------------- |
| Обайда Аль-Сакка 45+4' | Протокол | Бота 14' Хамдоко 30' |

|  |